# عبد البر الفيومي
عبد البر الفيومي (توفي ١١٧١ هـ) واسمهُ الكامل الفيومي عبد البر بن عبد القادر بن محمد العوفي الفيومي هو كاتب وأديب مصري.

## الحياة المبكّرة والتعليم
يُنسب عبد البر الفيومي لأهل الفيوم بمصر التي وُلد وترعرع فيها لكنّه تعلَّم في القاهرة. سافر عبد البر في وقتٍ لاحقٍ نحو مكة ومنها إلى الشام ثمَّ مكث في دمشق نحو سنتين أين أصدر بعض الكتيّبات والمنشورات.

## المسيرة المهنيّة
شغل عبد البر الفيومي طوال حياته عددًا من المناصب المختلفة لكنّه تخصَّص في وقتٍ ما في الكتابة والأدب وفي التأليف والنشر وكان هذا السبب الرئيسي في شهرته. نشر الفيومي في بدايةِ مسيرته المهنيّة كتابًا تحتَ عنوان «منتزه العيون والألباب في بعض المتأخرين من أهل الآداب» ثمّ كثَّف من إنتاجه في وقتٍ لاحقًا فنشر العديد من الكتب على غرار اللطائف المنيفة، وحسن الصنيع في علم البديع والقول الوافي بشرح الكافي وأخيرًا وليس آخرًا بلوغ الأرب والسول وكذا اتحاف النبلاء بأخبار الكرماء و البخلاء وعشرات الكتيّبات.

## قائمة أعماله
هذه قائمةٌ بأبرز أعمال الكاتب والأديب المصري عبد البر الفيومي:
- منتزه العيون والألباب في بعض المتأخرين من أهل الآداب
- اللطائف المنيفة (في فضائل الحرمين)
- حسن الصنيع في علم البديع
- بديعية (على حرف النون)
- القول الوافي بشرح الكافي
- بلوغ الأرب والسول بالتشرف بذكر نسب الرسول
- اتحاف النبلاء بأخبار الكرماء و البخلاء